# Vivo X50
Vivo X50 là dòng điện thoại thông minh dựa trên Android được phát triển và sản xuất bởi Vivo, được công bố vào ngày 1 tháng 6 năm 2020.

## Kỹ thuật

### Thiết kế
Dòng X50 được chế tạo bằng khung nhôm anodized và kính Gorilla Glass ở mặt trước. Mặt sau là kính trên X50 và X50 Pro, trong khi X50 Pro+ sử dụng kính hoặc da nhân tạo. Màn hình phẳng trên X50 và cong trên X50 Pro và X50 Pro+, và có đường cắt tròn cho camera trước. Ở mặt sau, mô-đun camera phía sau chứa một mảng hình chữ nhật và nhô ra một chút. Các camera được đặt bên cạnh đèn flash LED trên X50 Pro+; X50 và X50 Pro có đèn flash riêng được đặt ở bên phải. Các tùy chọn màu sắc bao gồm kết thúc màu đen, xanh dương và hồng cho X50, Dark Blue và Light Blue cho X50 Pro, và Blue (kính) và Brown (da) cho X50 Pro +.

### Phần cứng
X50 4G sử dụng GPU Snapdragon 730 và Adreno 618, X50 5G và X50 Pro sử dụng Snapdragon 765G với GPU Adreno 620 và X50 Pro+ sử dụng Snapdragon 865 và Adreno 650. Dung lượng lưu trữ không thể mở rộng với 128 hoặc 256 GB; X50 và X50 Pro có UFS 2.1 và X50 Pro+ có UFS 3.0. X50 và X50 Pro có RAM LPDDR4X 8 GB, trong khi X50 Pro+ có RAM LPDDR5 8 hoặc 12 GB. Màn hình là tấm nền AMOLED 6,56 inch (167mm) 1080p với tỷ lệ khung hình 19,8: 9 và hỗ trợ HDR10+. Tốc độ làm mới là 90 Hz trên X50 và X50 Pro và 120 Hz trên X50 Pro+. Dung lượng pin của X50 là 4200 mAh, trong khi X50 Pro và X50 Pro+ là 4315 mAh. Sạc nhanh có dây được hỗ trợ qua USB-C ở 33W cho X50 và X50 Pro và 44W cho X50 Pro+. Các tùy chọn sinh trắc học bao gồm cảm biến vân tay quang học (dưới màn hình) và nhận dạng khuôn mặt.

#### Camera
Thiết lập camera của X50 bao gồm cảm biến rộng 48 MP, cảm biến siêu rộng 8 MP, cảm biến chân dung 13 MP và cảm biến macro 5 MP. X50 Pro tương tự như X50, nhưng cảm biến macro được thay thế bằng cảm biến tele. Cuối cùng, X50 Pro phần lớn giống với X50 Pro ngoại trừ cảm biến rộng 50 MP lớn hơn. Cảm biến chân dung trên điện thoại Pro là một ống kính thông thường với zoom quang học 2x, trong khi cảm biến tele là ống kính "kính tiềm vọng" với zoom quang học 5x. Camera rộng có cảm biến Sony IMX598 trên X50 và X50 Pro và cảm biến Samsung ISOCELL GN1 trên X50 Pro+. Ngoài ra, X50 Pro có OIS giống gimbal tiên tiến hơn so với hệ thống quang học tiêu chuẩn được sử dụng trong X50 và X50 Pro+. Camera trước sử dụng cảm biến 32 MP trên cả ba điện thoại X50.

### Phần mềm
Dòng X50 chạy trên Funtouch OS 10.5, dựa trên Android 10.